# Soortelijke stortmassa
Soortelijke stortmassa is de effectieve massadichtheid van materialen die in bulk vervoerd worden. Hiermee is soortelijke stortmassa nauw verwant aan het begrip massadichtheid.
Soortelijke stortmassa wordt gebruikt bij het berekenen van de druk op de bodem en zijwanden van containers.

## Berekening
De berekening is als volgt:
{\displaystyle Soortelijke\ stortmassa\ =\ {\frac {massa}{volume\ (inclusief\ holle\ ruimtes)}}\ \Longrightarrow \ \rho _{stort}\ =\ {\frac {m}{v_{incl.ruimte}}}}
Om de druk te meten onder in de wand of op de bodem
{\displaystyle p=h\cdot \rho _{stort}\cdot g}
Waarbij:
p = druk (in N/m²)
h = hoogte van de gestorte stof (in meters)
ρstort = soortelijke stortmassa van de stof (in kg/m³)
g = de valversnelling (in m/s²)

## Voorbeeld
Een hoeveelheid klinkers die direct van de fabriek vervoerd wordt, wordt zonder lucht ertussen dicht op elkaar gestapeld. De effectieve dichtheid van deze hoeveelheid is gelijk aan de soortelijke dichtheid van de stenen. Wordt dezelfde hoeveelheid klinkers vervolgens met behulp van een kraan van de op te breken weg in een container gestort, dan blijft de massa uiteraard gelijk, maar is het volume veel groter. Voor de druk op de bodem van de container maakt dat een groot verschil.